# Tobias Debiel
Tobias Debiel (* 1963) ist ein deutscher Politologe und seit April 2006 Inhaber des Lehrstuhls für Internationale Beziehungen und Entwicklungspolitik an der Universität Duisburg-Essen am Standort Duisburg. Seit Mai 2006 ist er zudem Direktor des Instituts für Entwicklung und Frieden (INEF), wo er zuvor die Funktion eines Wissenschaftlichen Geschäftsführers innehatte. Von Februar 2003 bis Juli 2004 war Debiel Leiter der Forschungsgruppe „Governance and Conflict“ am Zentrum für Entwicklungsforschung (ZEF) der Universität Bonn  und nahm dort für zwei Semester auch die Vertretungsprofessur „Politischer und kultureller Wandel“ wahr.

## Arbeitsschwerpunkte
Seine Arbeitsschwerpunkte liegen im Staatsversagen und Weltordnungspolitik; Gewaltstrukturen und Entwicklungschancen im Zeitalter der Globalisierung; UN-Friedensoperationen im Rahmen von Global Governance; Staatsbildung und gewaltsame Konflikte; Strukturelle Stabilität und Menschliche Sicherheit in Subsahara-Afrika; Förderung von Good Governance unter den Bedingungen von Staatsversagen; State Building in Nachkriegsgesellschaften.

## Schriften
- Hg. zus. mit Dirk Messner und Franz Nuscheler: Globale Trends 2007: Frieden – Entwicklung – Umwelt. Frankfurt a. M.: Fischer Taschenbuch Verlag 2006;
- Hg. zus. mit Sascha Werthes: Human Security on Foreign Policy Agendas. Changes, Concepts and Cases. Duisburg (INEF-Report 80/2006);
- Dealing with fragile states: Entry points and approaches for development cooperation, Bonn: Zentrum für Entwicklungsforschung (ZEF Discussion Papers; No. 101, December 2005):